# Koukolná
Koukolná je část obce Dětmarovice v okrese Karviná v Moravskoslezském kraji. Do období mezi roky 1872 a 1875 se jednalo o samostatnou obec.

## Historie
První zmínky o Koukolné jsou dochovány z roku 1447, kdy Koukolná spolu s Dětmarovicemi a dalšími obcemi připadly dědictvím po zemřelé kněžně Euphemii jejímu synovi knížeti Boleslavu II., zvanému Bolkovi a tím k panství fryštátskému. Bolek však vzápětí Koukolnou odprodal. V roce 1478 odkázala jistá Anna Mníšková Koukolnou knížeti Kazimírovi. Kníže Bedřich Kazimír (také Fridrich Kazimír) prodal Fryštát a s ním i Koukolnou v roce 1569 Václavu Cigánovi ze Slupska. Koukolná se tak stala součástí svobodného stavovského panství, tzv. status minor, Fryštát. Na panství se majitelé střídali až do roku 1749, kdy ho Josef Baltazar Vlček prodal hraběti Mikuláši Taaffemu, potomku hrabat Taaffů. Koukolná tak od uvedeného roku začala sdílet osudy společně s Dětmarovicemi.
V roce 1792 bylo panství fryštátské, ke kterému patřila Koukolná, panství dolnolutyňské a také Dětmarovice, prodáno hraběti Janu Larischovi, který je spojil se svými karvinskými statky.
Koukolná, původně samostatná ves, se stala součástí Dětmarovic v letech 1872 - 1875.
Vlastní jméno Koukolná se zřejmě váže k rostlině koukol. Patrně se jednalo o místo porostlé koukolem.

Koukolná, když ještě byla samostatnou vsí, měla svůj symbol. Nejstarší typář Koukolné byl pravděpodobně pořízen již v 17. století společně s typářem sousedního Starého Města. Kulatá pečeť o průměru 20 mm měla ve štítu doleva obrácený pluh a nad ním položenou lopatu. Okolo byla legenda mezi linkami: ".SIGILVM.DES.DORFES.KONKOLNA." V roce 1763 si ves nechala vyrýt pečetidlo, na které z původní symboliky přešla pouze lopata, kterou drží přes rameno muž, stojící mezi rostlinnými rozvilinami. 

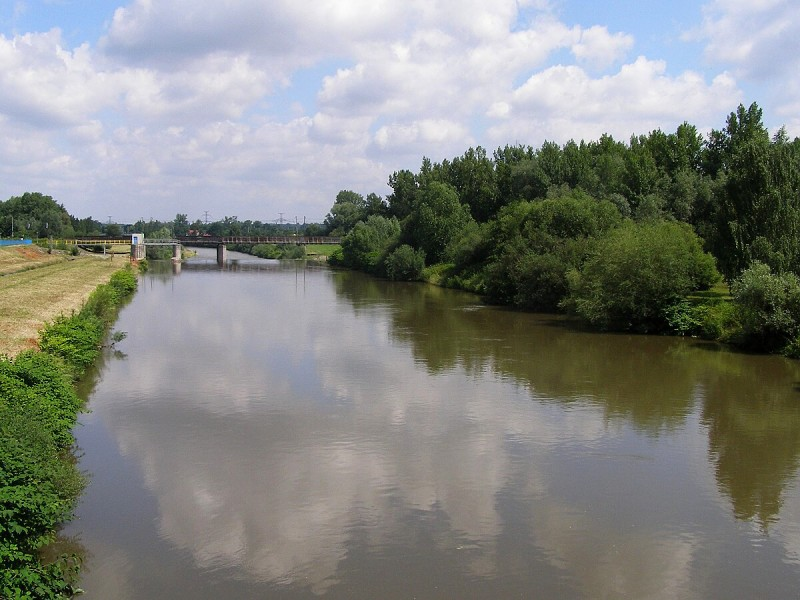
Řeka Olše se železničním mostem

 Tento obraz je umístěn na kulaté pečeti o průměru 28 mm s legendou mezi linkami: "GEMINDE KONKOLN 1.7.6.3.", přičemž všechna písmena "N" jsou takto "И" stranově obrácená.
Uvedené pečetidlo obec užívala až do 19. století, kdy se stala osadou Dětmarovic.
V roce 1785 měla Koukolná 105 obyvatel a 15 domů, v roce 1930 zde žilo 275 obyvatel v 50 domech. V současné době tady počet usedlíků, kteří obývají přibližně 75 domů, není o moc vyšší.
Osada Koukolná leží v údolní nivě po obou březích řeky Olše a sousedí s městem Karviná. Přestože správně patří k obci Dětmarovice, samostatné katastrální území a samostatná evidence domů byla zachována.